# Straton de Sardes
Pour les articles homonymes, voir Straton et Sardes.
Straton de Sardes (en grec ancien Στράτων / Strátôn) est un écrivain grec du IIe siècle, auteur et compilateur d'épigrammes pédérastiques.
Originaire de la cité de Sardes, en Lydie, il aurait vécu sous le règne de l'empereur Hadrien. Si sa vie est mal connue, il est célèbre pour avoir composé une anthologie d'épigrammes intitulée Μοῦσα παιδική / Moũsa paidikế, « la Muse garçonnière » : le recueil comprenait des textes d'inspiration pédérastique d'Alcée de Mytilène, Callimaque de Cyrène, Méléagre de Gadara ou encore Dioscoride, ainsi que de Straton lui-même. Nous en conservons 258 épigrammes, intégrées au IXe siècle par Constantin Céphalas dans le livre XII de l'Anthologie grecque.